# Eugénie Agoyo Wayiko
 Eugénie Agoyo Wayiko  (née à Kinshasa le 11 septembre 1964), est une femme politique de la République démocratique du Congo et députée nationale, élue de la circonscription d'Aru dans la province de l'Ituri,,,.

## Biographie
Eugénie Agoyo est originaire de la province de l'Ituri. Elle est membre du groupement LDE[Quoi ?].